# Poddubenskie častuški
Poddubenskie častuški (Поддубенские частушки) è un film del 1957 diretto da Gerbert Moricevič Rappaport.